# Crazy River
Crazy River is een boomstamattractie in het Nederlandse attractiepark Walibi Holland in Biddinghuizen.

## Algemene informatie
Crazy River is gebouwd in 1994 door MACK Rides in opdracht van Walibi Flevo. Het is de langste wildwaterbaan van de Benelux. Flash Back in Walibi Belgium heeft exact dezelfde lay-out, waardoor hij net zo lang is. De attractie heeft drie afdalingen; twee kleine en een van 23 meter.
De Crazy River was in de tijd van Walibi Flevo de hoofdattractie van het themagebied "Canada". Tegenwoordig bevindt de wildwaterbaan zich in het themagebied "Zero Zone".

## Galerij

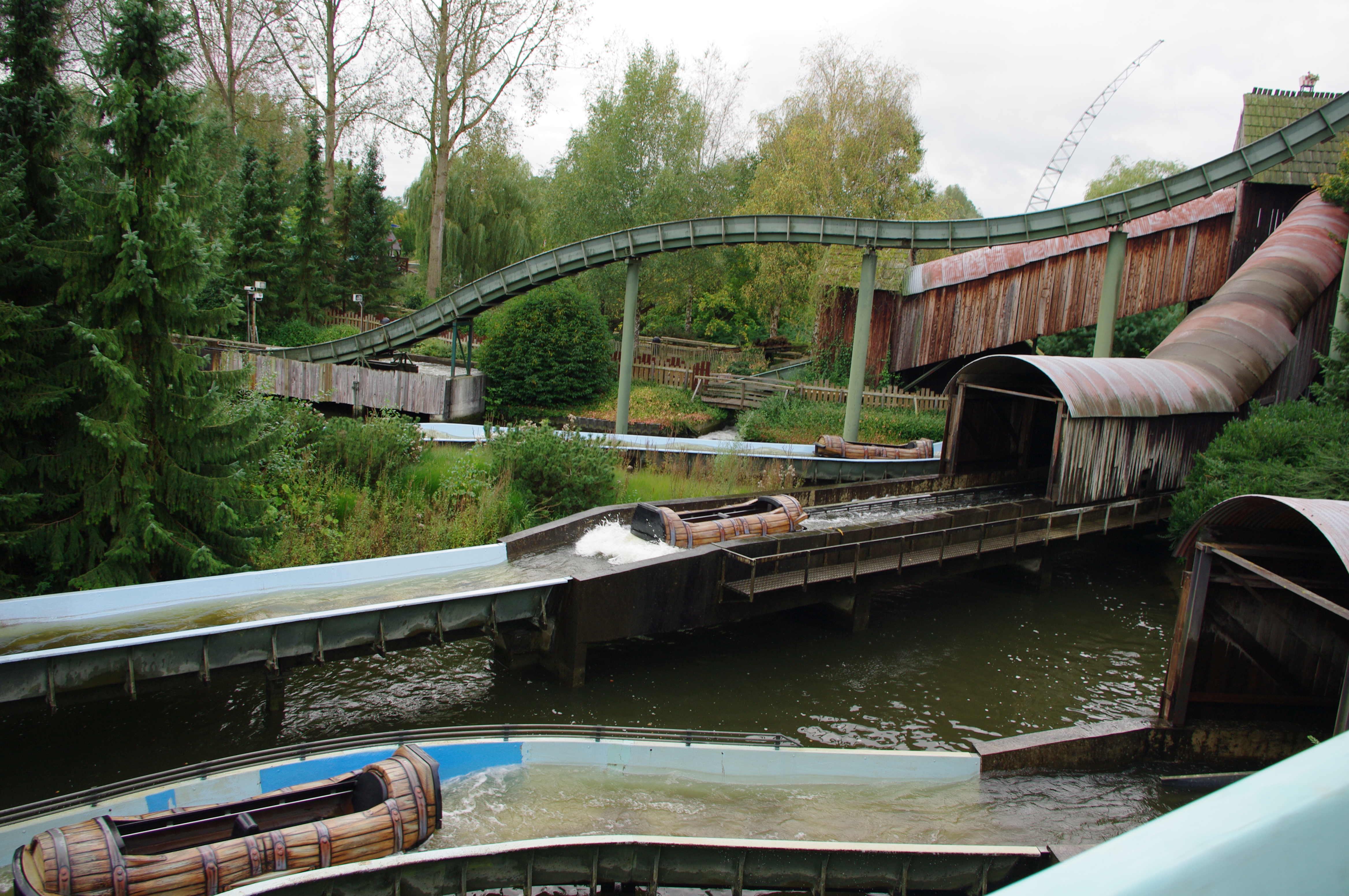
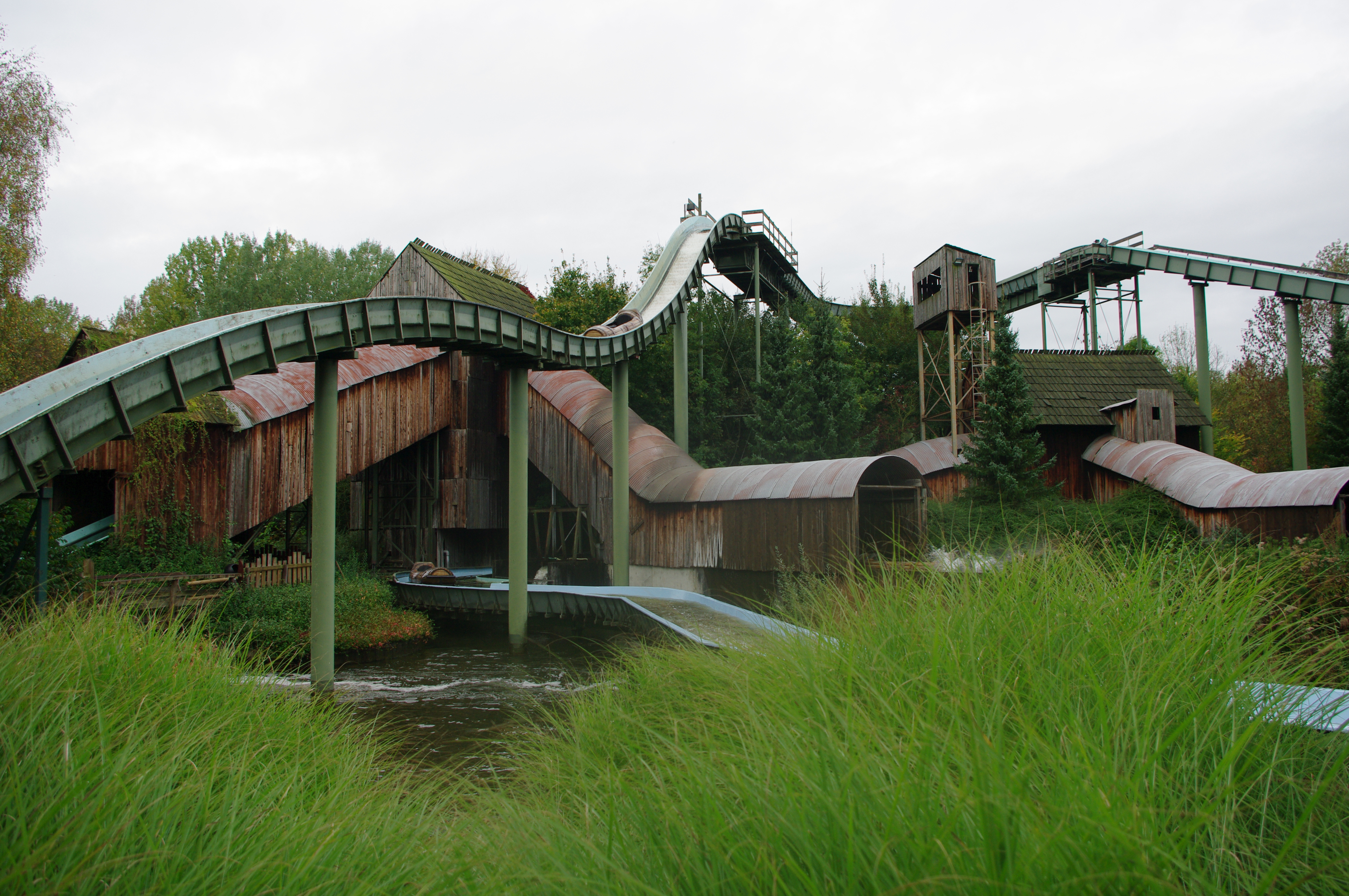
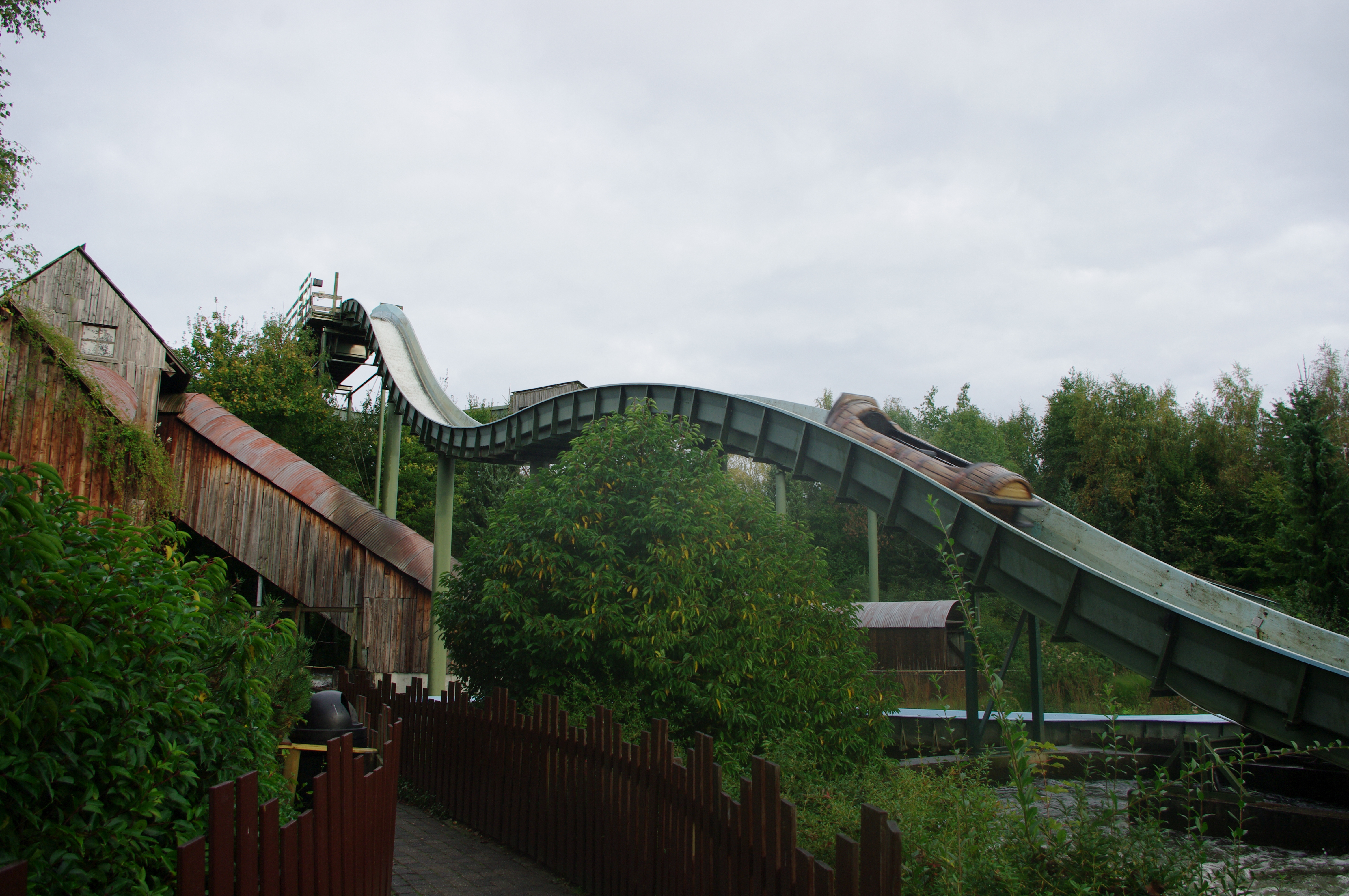